# Le Cochon qui rit
Le Cochon qui rit est un jeu de société, considéré comme un « classique » en France.

## Histoire
Le cochon qui rit a été inventé en 1932 à Lyon par Joseph Michel qui s’est inspiré d’un jeu pratiqué dans les bistrots. Il a été primé au concours Lépine en 1934.
Les premières versions du jeu étaient en bois. Après guerre, les pièces du jeu fabriqué par les établissements Michel à Montluel dans l’Ain passèrent en plastique. Les Établissements Michel ont proposé des variantes du Cochon qui rit, comme l'Autokiri où il fallait reconstituer de petites voitures.
La société Dujardin (aussi éditeur du Mille Bornes) a racheté la marque Le Cochon qui rit fin 2009. Depuis, l'éditeur a sorti de nouvelles versions du jeu :
- Mon 1er Cochon qui rit, dès 2 ans ;
- Cochon qui rit encore plus dès 5 ans ;
- Cochon qui rit en vadrouille, 2 niveaux de jeu (3 ans et 5 ans et +) ;
- Cochon qui rit de luxe, 2 niveaux de jeu (de 4 à 99 ans), cochons en bois ;
- Cochon qui rit collector, 2 niveaux de jeu (de 4 à 99 ans), édition unique limitée à 5000 exemplaires, cochons en bois.

## Règles

### Version traditionnelle
La version pour les enfants dès 4 ans.
Chaque joueur doit compléter un cochon à partir des éléments disponibles.
On jette trois dés à tour de rôle. 
Un 6 permet de prendre le corps du cochon, un 1 permet de placer une patte, une oreille ou un œil. 
Il faut deux 1 pour placer la queue en tire-bouchon. Le gagnant est le premier à avoir assemblé toutes ses pièces sur le corps du cochon.

### VersionEncore Plus
La version pour les enfants dès 5 ans.
Chaque joueur doit reconstituer le plus vite possible son cochon et le déguiser en lui ajoutant des accessoires rigolos.
Le joueur lance la flèche de la roue qui lui indique ce qu'il doit faire (gagne 1 ou plusieurs pièces d'un coup, perd 1 ou plusieurs pièces d'un coup, appuie sur le groin sonore qui va faire gagner une pièce à l'un des joueurs, ou perd toutes ses pièces s'il croise le charcutier).
Le gagnant est le premier à avoir fini son cochon.

### Mon1ercochonqui rit
La version pour les jeunes enfants dès 2 ans. 
Le jeu est collaboratif : tout le monde reconstitue le gros cochon (les pièces de jeu et les accessoires pour déguiser le cochon sont plus grosses). Pour cela, il faut lancer le gros dé en mousse qui indique le nombre de pièces que l'enfant peut mettre sur le corps du cochon : il y a les 4 pattes, la queue, les 2 oreilles à placer pour le reconstituer ; mais les enfants peuvent aussi le déguiser en pompier (avec son casque, sa visière, sa plaque et son extincteur) ou en sportif (casquette, lunettes de soleil, t-shirt, ballon), en docteur, en princesse ou en musicien rigolo.